# 堀内林平

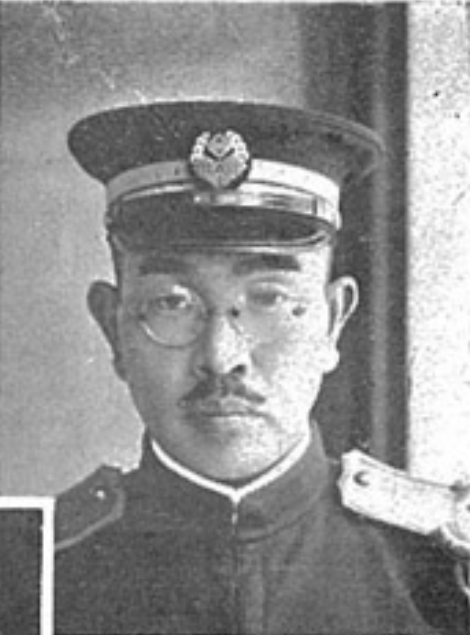
堀内林平

堀内 林平（ほりうち りんぺい、1887年（明治20年）1月11日 - 没年不詳）は、台湾総督府官僚。台南市尹。東京市区長。

## 経歴
長野県小県郡青木村出身。1913年（大正2年）、東京高等師範学校を卒業。長野県師範学校教諭を務めた後、文部省大臣官房秘書課に勤務した。1920年（大正9年）10月、高等試験行政科に合格。1921年（大正10年）、台湾総督府に入り、新竹州教育課長、台南州教育課長、同地方課長、同水利課長、台南市尹、高雄州内務部長を歴任した。
退官後、1933年（昭和8年）に東京市に入って主事となり、駒込病院事務長、産業局庶務課長を務めた。さらに向島区長となり、1940年（昭和15年）に大森区長に転じた。